# Zahlbach (Burkardroth)
Zahlbach ist ein Gemeindeteil des Marktes Burkardroth im unterfränkischen Landkreis Bad Kissingen in Bayern.

## Geographische Lage
Das Dorf Zahlbach grenzt an den Südrand des Zentralortes Burkardroth. Von Zahlbach aus führen die Staatsstraße 2290 in südwestlicher Richtung, die Bundesstraße 286 kreuzend, nach Lauter und Katzenbach sowie die Staatsstraße 2430 in östlicher Richtung nach Aschach, einem Ortsteil von Bad Bocklet.

## Geschichte
Die erste Erwähnung des Ortes erfolgte im Jahr 1303 als „Zagelbach“ in einem Lehenbuch des Hochstifts Würzburg. Der Ortsname änderte sich im Lauf der Zeit in Tagelbach (1318), Zailbach (1330), Zanlbach (1346), Zollbach (1528), Zaalbach (1602), Zalbach (1631) und im Jahr 1695 erstmals in Zahlbach.
Im Bauernaufstand von 1525 nahmen Zahlbacher Bauern an einer Erstürmung des Schlosses Kilianstein teil. Nach dem Scheitern des Aufstandes mussten sie der Kirche und dem Bischof Gehorsam und die Entrichtung von Steuern geloben sowie sich am Wiederaufbau der Schlösser Aschach und Trimburg beteiligen.
Im Jahr 1587 wechselte Zahlbach von der Pfarrei Stralsbach nach Burkardroth.
Am 14. August 1670 ereignete sich ein Großfeuer, dem mit 50 Gehöften beinahe der ganze Ort zum Opfer fiel.
Im Jahr 1886 beteiligte sich Zahlbach mit 200 Mark an der Finanzierung der Lokalbahn Bad Kissingen – Burkardroth", im Jahr 1906 an der Lokalbahn Niederlauer – Burkardroth (100 Mark) und 1909 an der Lokalbahn Brückenau – Bad Kissingen (200 Mark).
Um 1900 lebte in Zahlbach in einem Haus ohne Wasser- und Stromanschluss eine Einsiedlerin unbekannter Herkunft, die nur unter dem Namen „der Zirk“ bekannt war und kein festes Einkommen hatte. Ihre Verpflegung bestand darin, dass sie jeden Tag in einem anderen Haushalt des Ortes zu Mittag aß. Nach ihrem plötzlichen Verschwinden aus Zahlbach war zunächst auch ihr weiteres Schicksal unbekannt. Durch Hinweise verschiedener Zahlbacher konnte dieses sowie auch ihre Identität rekonstruiert werden. Sie hieß mit bürgerlichem Namen Barbara Albert, kam als uneheliche Tochter der Zahlbacherin Anna Albert zur Welt und wurde im Alter von vier Jahren Vollwaise. Im Alter fand sie Unterkunft im Würzburger  Juliusspital und starb dort im Alter von 78 Jahren an Magenkrebs. Im Jahr 2011 war es möglich, mit Hilfe von Zeitzeugen ihr Aussehen zu rekonstruieren.
Im Rahmen von Planungen über eine Zusammenlegung Zahlbachs mit Wollbach und Frauenroth im Jahr 1908 stellte Bürgermeister Kaspar Ehrenberg fest, dass Zahlbach seine „Selbstständigkeit auch für fernere Zeiten wahren“ wollte.
Im Jahr 1912 wurde eine Wasserleitung nach Zahlbach gebaut; 1920 erfolgte der Anschluss des Ortes an das Stromnetz.
Zu Beginn des Zweiten Weltkrieges wurde im Rahmen einer Evakuierung des Saarlandes ein Großteil der etwa 75 aus Hassel (Landkreis Sankt Ingbert) nach Burkardroth verbrachten Personen in Zahlbach untergebracht. Am 6. April 1945 erfolgte die Eroberung des Dorfs durch US-Truppen. Im Krieg verzeichnete Zahlbach 24 Gefallene und 10 Vermisste.
Im 1957 wurde die Zahlbacher Kanalisation eingerichtet, ein Jahr später die Wasserversorgung des Ortes erweitert.
Am 1. Januar 1972 wurde Zahlbach im Rahmen der Gemeindegebietsreform ein Ortsteil des Marktes Burkardroth. Im Oktober 1971 hatten hierzu Befragungen und Abstimmungen in den Dörfern, die nach Burkardroth eingemeindet werden sollten, stattgefunden. Von den 265 abgegebenen Stimmen in Zahlbach entschieden sich 208 für die Eingemeindung. Zahlbachs letzter Bürgermeister vor der Eingemeindung war Josef Albert.

## Bauwerke

### Kreuzkapelle am Zahlbacher Kreuz

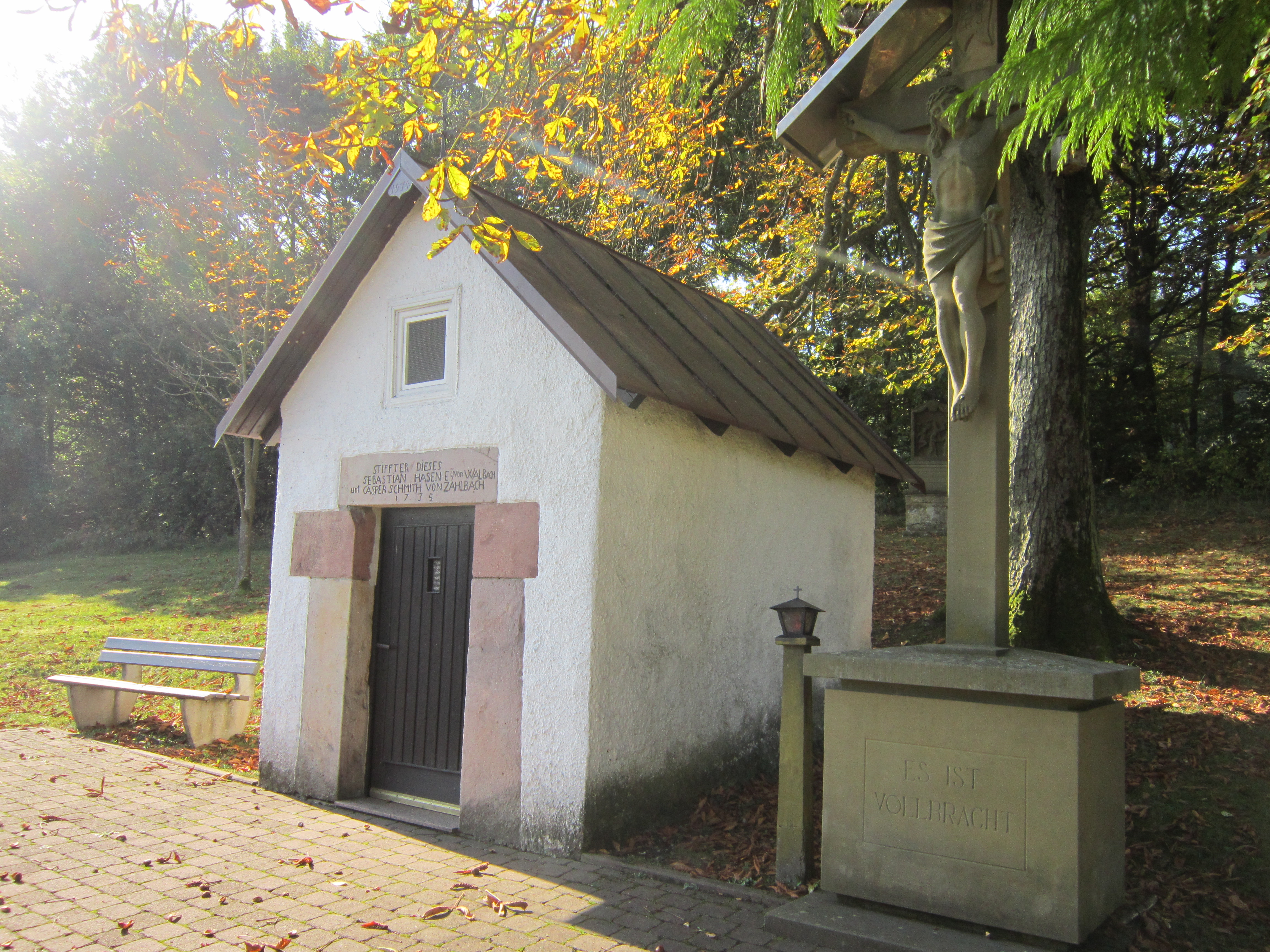
Die Kreuzkapelle

Laut einer Aufschrift über der Eingangstür wurde die Kreuzkapelle von Sebastian Haseney aus Wollbach und Kaspar Schmitt aus Zahlbach gestiftet und im Jahr 1735 erbaut. Zu der Kapelle gehören ein Kreuz (1960; als Ersatz für ein Vorgängerkreuz), Kreuzwegstationen (gestiftet im Jahr 1826 vom Zahlbacher Gastwirt Michael Albert und seiner Ehefrau Anna Albert) sowie eine Marien-Grotte (gestiftet im Jahr 1951 vom Zahlbacher Tierarzt  Franz Wehming und seiner Frau Anneliese Wehming).
Die Kapelle wurde im Lauf der Zeit mehrmals renoviert, zuletzt im Jahr 2002. Die Kreuzwegstationen wiesen im Lauf der Zeit trotz wiederholter Renovierungen mehrmals Schädigungen auf.

### Fünf-Wunden-Weg

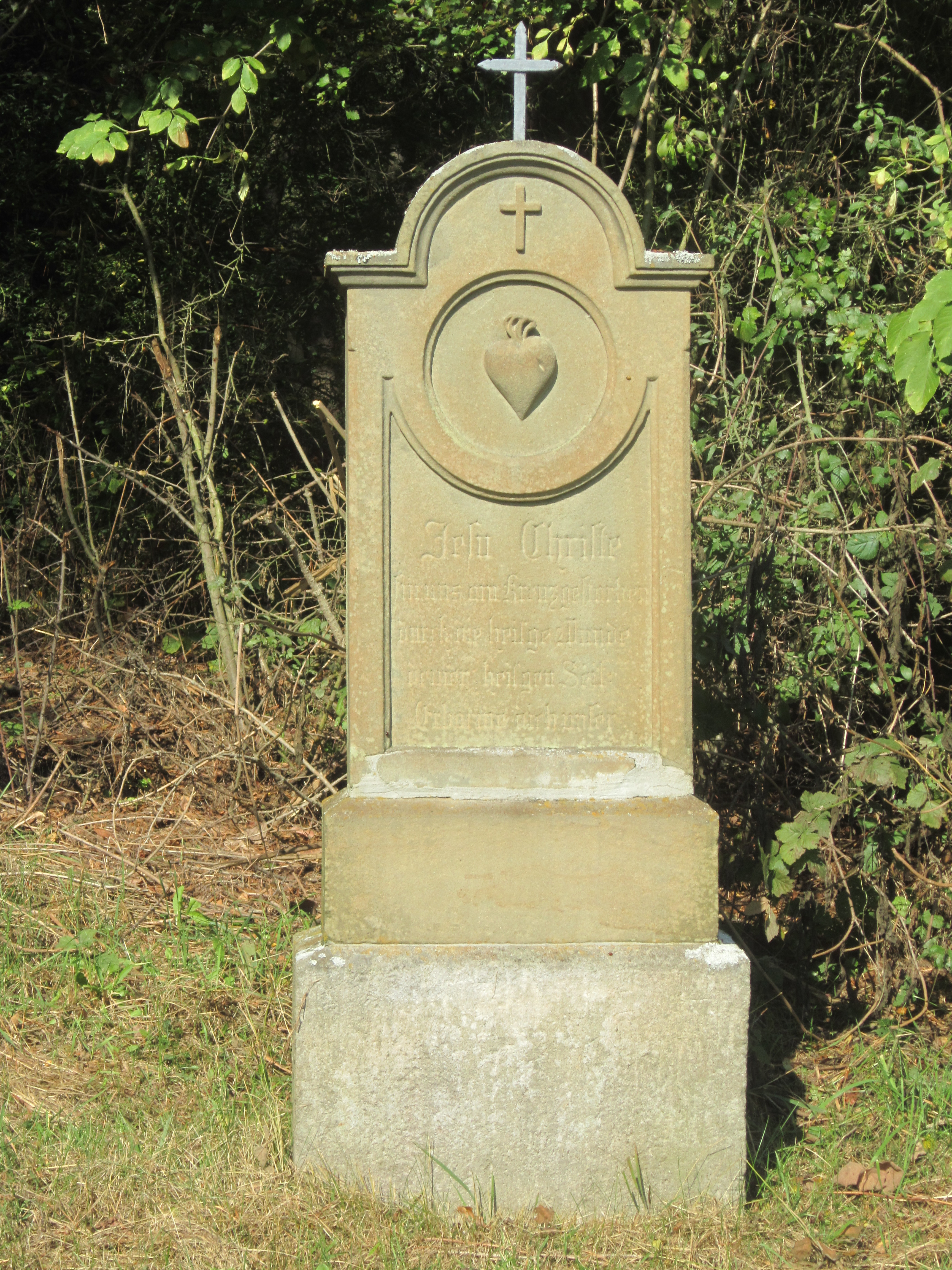
Der Fünf-Wunden-Weg (5. Station)

Auf dem Fußweg zwischen Zahlbach und der Kreuzkapelle befindet sich ein Fünf-Wunden-Weg, der im Jahr 1896 im Rahmen einer Stiftung des Zahlbachers Michael Wolf entstand. Die Ausführung der Stationen erfolgte durch den Bildhauer und Landwirt Josef Albert (1834–1900) aus Römershag.